# Liste der Generalgouverneure von Antigua und Barbuda
Tabellarische Liste der Generalgouverneure und Administratoren (bis 1967) von Antigua und Barbuda.

## Administratoren von Antigua und Barbuda

Flagge des Administrators von Antigua und Barbuda (1956–1967)

| Name                           | Lebensdaten | Amtszeit                      |
| ------------------------------ | ----------- | ----------------------------- |
| Richard St. John Ormerod Wayne | 1904–1959   | 1947–1954                     |
| Alec Lovelace                  | 1907–1981   | 1954–3. Oktober 1958          |
| Sir Ian Graham Turbott         | 1922–2016   | 3. Oktober 1958–6. März 1964  |
| Sir David James Gardiner Rose  | 1923–1969   | 6. März 1964–27. Februar 1967 |

## Gouverneure von Antigua und Barbuda

Flagge des Gouverneurs von Antigua und Barbuda (1967–1981)

| Name                  | Lebensdaten | Amtszeit                          |
| --------------------- | ----------- | --------------------------------- |
| Sir Wilfred E. Jacobs | 1919–1995   | 27. Februar 1967–1. November 1981 |

## Generalgouverneure von Antigua und Barbuda

Flagge des Generalgouverneurs von Antigua und Barbuda (1981–2023)

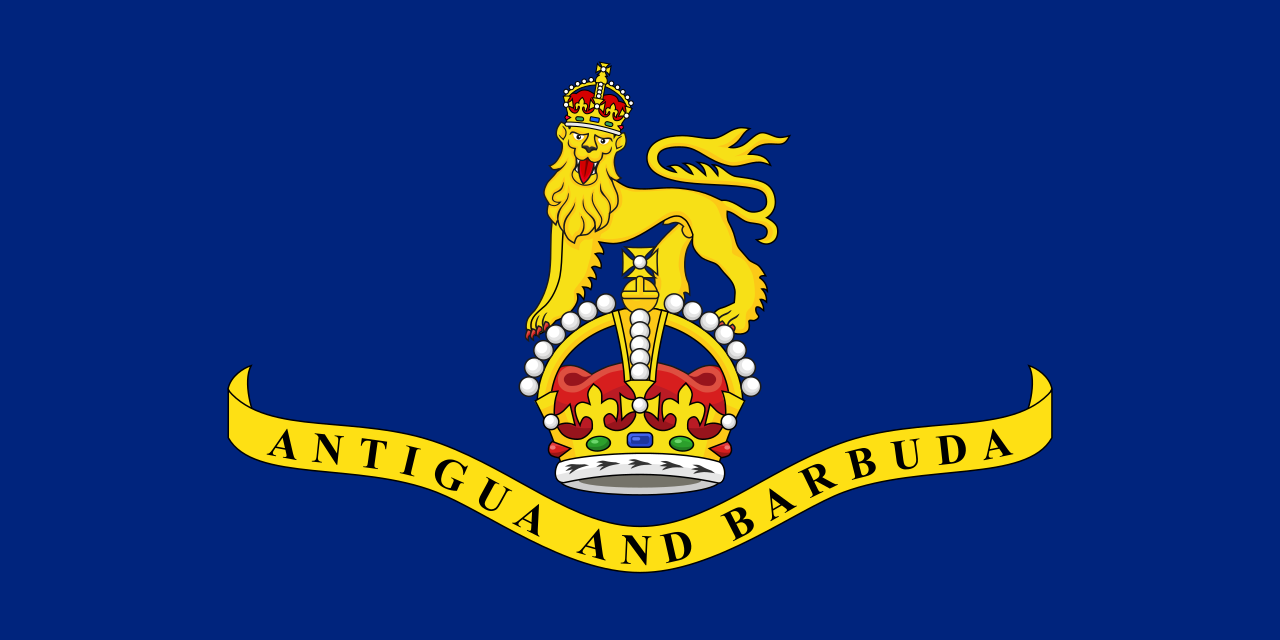
Flagge des Generalgouverneurs von Antigua und Barbuda (seit 2023)

| Name                  | Lebensdaten | Amtszeit                       |
| --------------------- | ----------- | ------------------------------ |
| Sir Wilfred E. Jacobs | 1919–1995   | 1. November 1981–10. Juni 1993 |
| Sir James Carlisle    | * 1937      | 10. Juni 1993–17. Juli 2007    |
| Louise Lake-Tack      | * 1944      | 17. Juli 2007–13. August 2014  |
| Rodney Williams       | * 1947      | 14. August 2014–amtierend      |